# Noz.
Noz.（ノズ，1998年3月19日 ‐ ）は、音声合成ソフトVOCALOIDを用いた楽曲を発表している日本のボカロP。代表曲は「ヘッジホッグ」「知らぬがイム」等。

## 経歴
2017年10月、ニコニコ動画に『ココロ・ハードモード』を初投稿。
2018年9月からはYouTubeでも楽曲の投稿を始める。
2019年4月、1stミニアルバム『a void』をリリース。THE VOC@LOiD 超 M@STER 42にて頒布された。

## ディスコグラフィ

### ミニ・アルバム
|     | 発売日        | タイトル | レーベル    |
| --- | ------------- | -------- | ----------- |
| 1st | 2019年4月27日 | a void   | Noz.Records |

### 配信限定シングル
| 発売日         | タイトル |
| -------------- | -------- |
| 2019年12月25日 | Zoo      |